# Bobsleigh aux Jeux olympiques de 1988
Pour des articles plus généraux, voir Bobsleigh aux Jeux olympiques et Jeux olympiques d'hiver de 1988.
Navigation
Sarajevo 1984 Albertville 1992
Les épreuves de bobsleigh aux Jeux olympiques d'hiver de 1988 se déroulent au Parc national olympique du Canada, à Calgary, entre le 20 et le 28 février 1988.

## Podiums
| Épreuves                         | Or                                                                | Argent                                                                            | Bronze                                                                  |
| -------------------------------- | ----------------------------------------------------------------- | --------------------------------------------------------------------------------- | ----------------------------------------------------------------------- |
| Bob à deux résultats détaillés   | Union soviétique I Jānis Kipurs Vladimir Kozlov                   | Allemagne de l'Est I Wolfgang Hoppe Bogdan Musiol                                 | Allemagne de l'Est II Bernhard Lehmann Mario Hoyer                      |
| Bob à quatre résultats détaillés | Suisse I Ekkehard Fasser Kurt Meier Marcel Fässler Werner Stocker | Allemagne de l'Est I Wolfgang Hoppe Dietmar Schauerhammer Bogdan Musiol Ingo Voge | Union soviétique II Jānis Kipurs Guntis Osis Juris Tone Vladimir Kozlov |

## Résultats

### Bob à deux
| Rang   | Équipe                 | Athlètes                          | Temps total   |
| ------ | ---------------------- | --------------------------------- | ------------- |
| Or     | Union soviétique I     | Jānis Kipurs et Vladimir Kozlov   | 3 min 53 s 48 |
| Argent | Allemagne de l'Est I   | Wolfgang Hoppe et Bogdan Musiol   | 3 min 54 s 19 |
| Bronze | Allemagne de l'Est II  | Bernhard Lehmann et Mario Hoyer   | 3 min 54 s 64 |
| 4      | Suisse II              | Donat Acklin et Gustav Weder      | 3 min 56 s 06 |
| 5      | Autriche I             | Ingo Appelt et Harald Winkler     | 3 min 56 s 49 |
| 6      | Suisse I               | Hans Hiltebrand et André Kiser    | 3 min 56 s 52 |
| 7      | Allemagne de l'Ouest I | Anton Fischer et Christoph Langen | 3 min 56 s 62 |
| 8      | Autriche II            | Peter Kienast et Christian Mark   | 3 min 56 s 91 |
| 9      | Union soviétique II    | Zintis Ekmanis et Aivars Trops    | 3 min 56 s 92 |
| 10     | Canada I               | Lloyd Guss et Greg Haydenluck     | 3 min 56 s 97 |

### Bob à quatre
| Rang   | Équipe                | Athlètes                                                          | Temps total   |
| ------ | --------------------- | ----------------------------------------------------------------- | ------------- |
| Or     | Suisse I              | Ekkehard Fasser, Kurt Meier, Marcel Fässler et Werner Stocker     | 3 min 47 s 51 |
| Argent | Allemagne de l'Est I  | Wolfgang Hoppe, Dietmar Schauerhammer, Bogdan Musiol et Ingo Voge | 3 min 47 s 58 |
| Bronze | Union soviétique II   | Jānis Kipurs, Guntis Osis, Juris Tone et Vladimir Kozlov          | 3 min 48 s 26 |
| 4      | États-Unis I          | Hal Hoye, Brent Rushlaw, Mike Wasko et Bill White                 | 3 min 48 s 28 |
| 5      | Union soviétique I    | Ivars Bērzups, Juris Jaudzems, Olafs Kļaviņš et Māris Poikāns     | 3 min 48 s 35 |
| 6      | Autriche I            | Peter Kienast, Christian Mark, Franz Siegl et Kurt Teigl          | 3 min 48 s 65 |
| 7      | Autriche II           | Ingo Appelt, Josef Muigg, Gerhard Redl et Harald Winkler          | 3 min 48 s 95 |
| 8      | Allemagne de l'Est II | Bodo Ferl, Ludwig Jahn, Detlef Richter et Alexander Szelig        | 3 min 49 s 06 |
| 9      | Suisse II             | Erwin Fassbind, Urs Fehlmann, Hans Hiltebrand et André Kiser      | 3 min 49 s 25 |
| 10     | Italie I              | Georg Beikircher, Pasquale Gesuito, Stefano Ticci et Alex Wolf    | 3 min 49 s 46 |

## Tableau des médailles
| Rang | Nation             | Or | Argent | Bronze | Total |
| ---- | ------------------ | -- | ------ | ------ | ----- |
| 1er  | Union soviétique   | 1  | 0      | 1      | 2     |
| 2e   | Suisse             | 1  | 0      | 0      | 1     |
| 3e   | Allemagne de l'Est | 0  | 2      | 1      | 3     |

## Participation notable
Pour un article plus général, voir Jeux olympiques d'hiver de 1988#Bobsleigh.
Ces épreuves accueillent la première participation d'une équipe représentant la Jamaïque. La participation de cette équipe fut particulièrement remarquée par le public et inspira le film Rasta Rockett.